# Rodrigo Tassara
Rodrigo Tassara, vollständiger Name Rodrigo Tassara Ferrari, (* 30. März 1992 in Montevideo) ist ein uruguayischer Fußballspieler.

## Karriere
Der 1,86 Meter große Offensivakteur Tassara spielte von 2010 bis Ende August 2012 für Centro Atlético Fénix. Dort wurde er beim Punta Cup 2010 Torschützenkönig und absolvierte in den Spielzeiten 2009/10 bis 2011/12 insgesamt acht Partien (kein Tor) in der Primera División. Anschließend wechselte er bis Ende Juni 2013 auf Leihbasis zu Sud América. Nach kurzzeitiger Rückkehr zu Fénix schloss er sich Anfang September 2013 dem uruguayischen Erstligisten Racing Club de Montevideo an. Im August 2014 folgte ein Wechsel zum Uruguay Montevideo FC. Sodann führte sein weiterer Karriereweg im November 2011 nach Europa. Dort steht er seither beim spanischen Verein Club de Fútbol Gandia unter Vertrag.